# Palais Bandinelli
Le palais Bandinelli, situé Place du Marché à Lviv, est une annexe du musée d'histoire de Lviv.

## Historique
La maison de style renaissance est créée en 1589 pour le pharmacien Jarosz Wedelski. En 1634, elle est acquise par le marchand florentin Roberto Bandinelli (en), connu comme le fondateur de la poste pour la Galicie.
Le musée est fondé le 14 octobre 2002 comme musée de la Poste.

## Galerie d'images

### Bâtiments

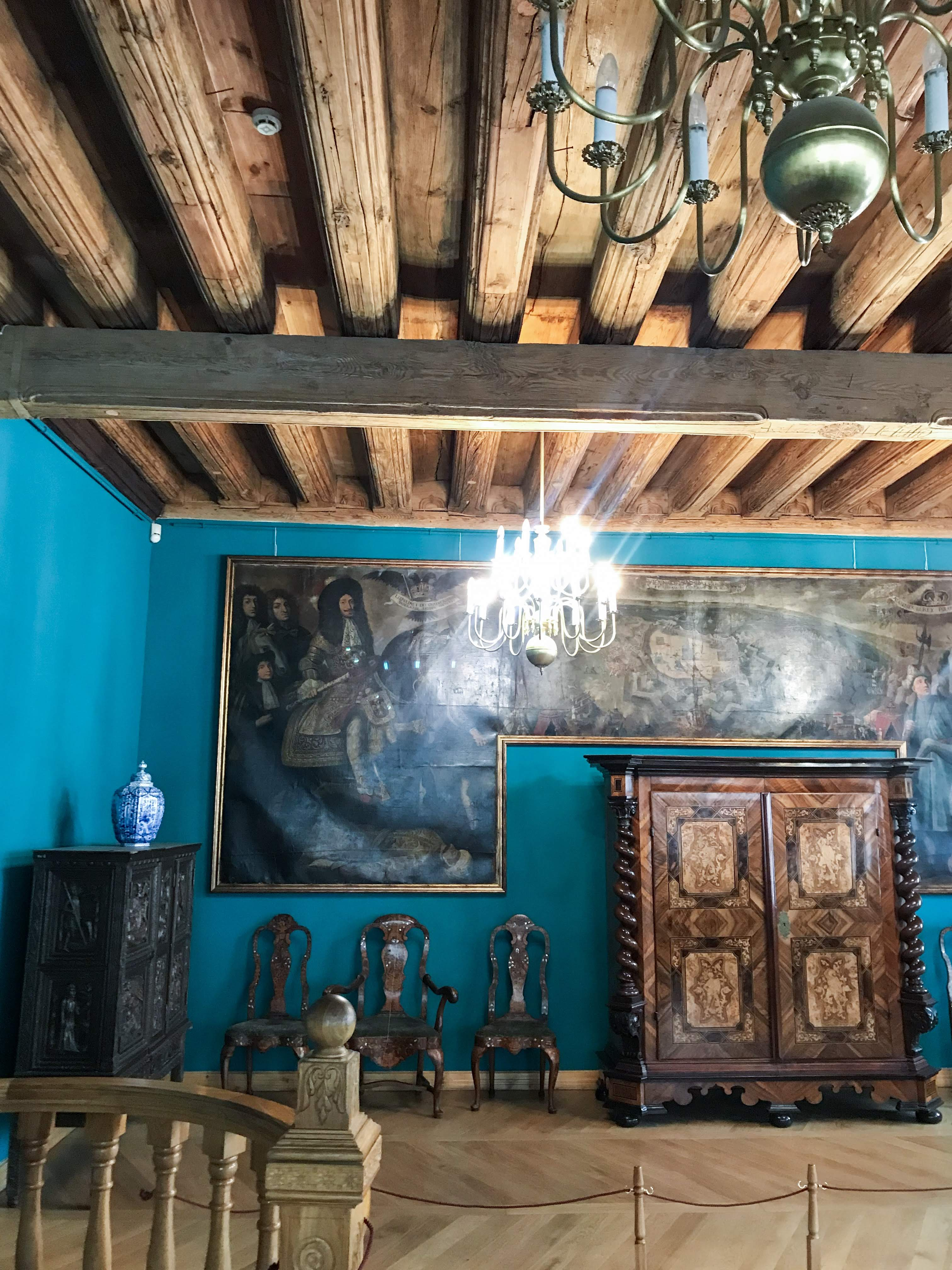
Une salle au plafond cloisonné.
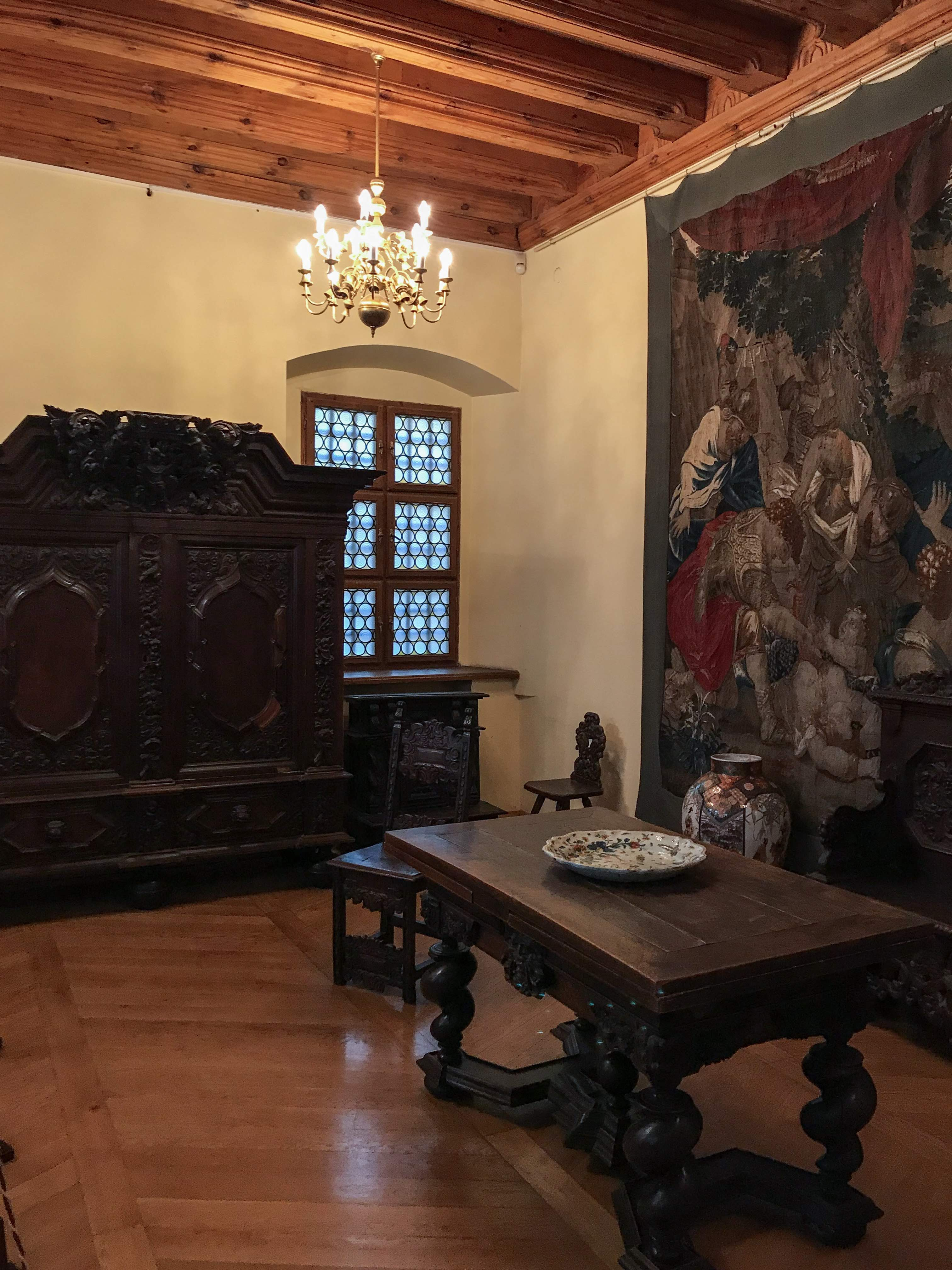
Et tapisserie.
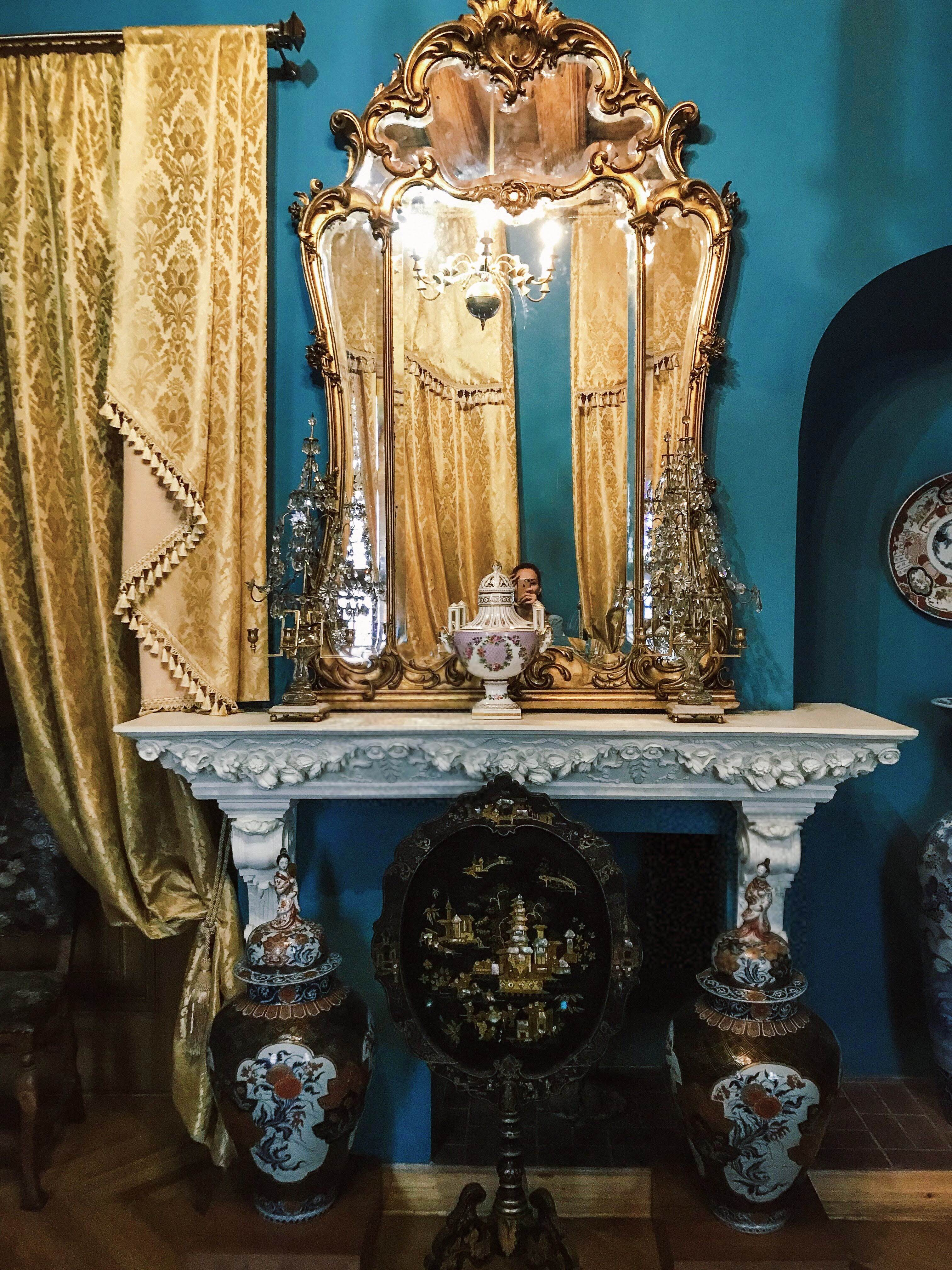
Une des cheminées.